# ذوالفقار (تانک)

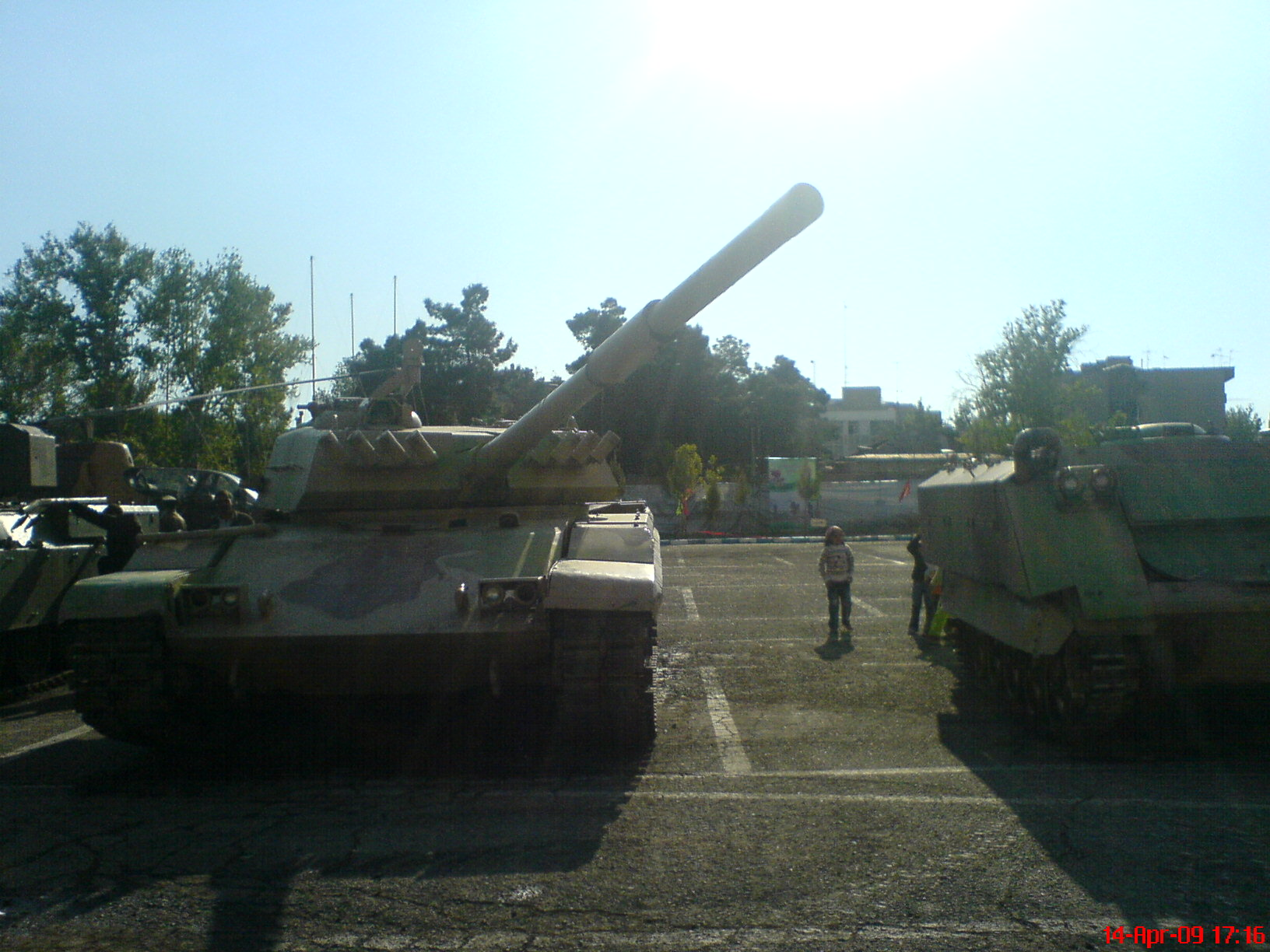
نمای روبروی تانک ذوالفقار

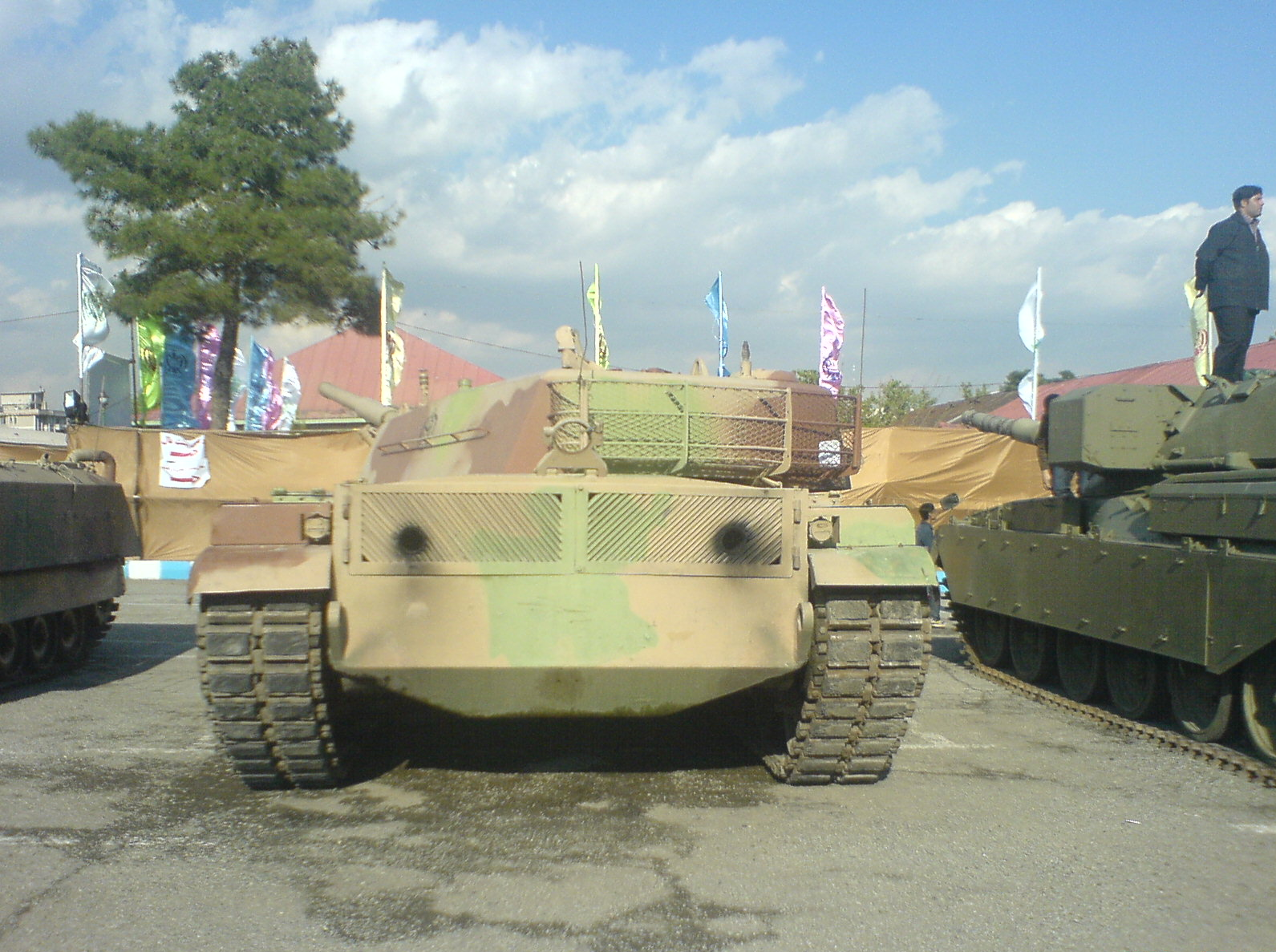
نمای پشتی تانک ذوالفقار

تانک ذوالفقار یک تانک  کاملاً ایرانی است.
اولین پیش‌نمونه ال ۱۳۷۲ طراحی شد و خط تولید آن در تابستان ۱۳۷۶ در مجتمع صنعتی شهید کلاهدوز افتتاح شد و از سال ۱۳۷۷ تاکنون مورد استفاده نیروهای مسلح ایران است. ذوالفقار از توپ ۱۲۵ میلی‌متری، سیستم تعلیق مشابه مدل‌های اولیه ام۶۰، سیستم کنترل آتش اسلوونیایی ای‌اف‌سی‌اس-۳ با قابلیت شلیک در حرکت استفاده می‌کند و نمای ظاهری آن مشابه با سلسله تانک‌های ام۴۸، ام۶۰ و ام۱ آبرامز ارتش آمریکاست. برخی از اجزای این تانک نیز با تانک سفیر مدل بهینه‌شده ایرانی تانک‌های تی-۵۴ شوروی و تایپ ۵۹ چین یکسان است.
وبگاه رسمی وزارت دفاع ایران این تانک را نوع بهینه‌سازی شده تانک روسی تی-۷۲ معرفی کرده که به سیستم مدرن کنترل آتش تجهیز شده و مهمات ۱۲۵ میلی‌متری تولید می‌شود.
آماری از تعداد تانک‌های ذوالفقار تولید شده اعلام نشده اما بنا بر برآوردها در سال ۲۰۱۰ حدود ۱۰ دستگاه ذوالفقار در اختیار نیروهای مسلح ایران بوده‌است. در ذوالفقار ۳ که مدل نهایی این تانک است از یک موتور دیزلی ۱۲ سیلندر با قدرت ۱۰۰۰ اسب بخار که با وزن حدود ۴۰ تنی تانک امکان حداکثر سرعت ۷۰ کیلومتری حرکت در جاده را برای آن فراهم می‌کند. تانک ذوالفقار تانکی است که از هر مانعی که بر سر راهش قرار دارد به راحتی عبور می کند و سدشکن است.

## مشخصات
ظاهر کلی ذوالفقار به سلسله تانک‌های آمریکایی ام۴۸، ام۶۰ و ام۱ آبرامز شباهت دارد و برخی ویژگی‌های آن از تانک معروف تی-۷۲ شوروی برداشت شده‌است. از جمله سلاح اصلی تانک که توپ بدون خان ۱۲۵ میلی‌متری ۲آام۴۶ با قابلیت شلیک اتوماتیک مشابه با تی-۷۲اس است. سیستم تعلیق ذوالفقار مشابه با تانک‌های غربی ام ۴۸ و ام ۶۰ طراحی شده اما وزن حدوداً ۴۰ تنی آن قابل مقایسه با تانک‌های شرقی (بسیار کمتر از تانک‌های مدرن غربی) است.
تی۷۲اس آخرین مدل تی-۷۲ است که ۴۲۲ دستگاه از آن بین سال‌های ۱۹۹۳ تا ۲۰۰۱ از شوروی خریداری شد که ۳۰۰ دستگاه آن در ایران مونتاژ شدند. تانک‌های ام۴۸ و ام ۶۰ نیز پیش از انقلاب ۱۳۵۷ به ایران فروخته شدند. ایران ۲۶۰ دستگاه ام۴۸ را در سال ۱۹۶۰ و ۴۶۰ دستگاه ام۶۰ را در سال ۱۹۶۸ از آمریکا خریداری کرده بود.
ذوالفقار ۱ اولین مدل این تانک بود. این مدل از یک موتور دیزلی با قدرت ۷۸۰ اسب بخار استفاده می‌کند و از سیستم کنترل آتش اسلوونیایی ای‌اف‌سی‌اس-۳ برخوردار است که امکان شلیک در حرکت را برای تانک فراهم می‌کند. همین سیستم بر روی تانک سفیر (مدل بهینه‌شده تی-۵۴) نیز نصب شده‌است. ذوالفقار ۲ یک مدل آزمایشی بود و ذوالفقار ۳ نتیجه آخرین بهینه‌سازی بر روی این تانک است که در خط تولید قرار گرفت. در ذوالفقار ۳ از یک موتور دیزلی با قدرت ۱۰۰۰ اسب بخار استفاده شده که حداکثر سرعت تانک در جاده را به ۷۰ کیلومتر در ساعت می‌رساند. همچنین با افزودن سیستم کنترل آتش و شلیک اتوماتیک تی-۷۲اس نیاز به خدمه چهارم تانک از بین رفته و خدمه به ۳ نفر (فرمانده، راننده و توپچی) کاهش یافته‌است. زره آن را برخی منابع زره کامپوزیتی و برخی دیگر زره غیرفعال ذکر کرده‌اند اما با توجه به وزن ۴۰ تنی تانک بایستی از زره غیرفعال استفاده شده باشد.
تانک ذوالفقار، مجهز به مسافت‌یاب لیزری است و برجک آن نیز دارای سیستم برقی می‌باشد و طراحی آن در جهاد خودکفایی نیروی زمینی ارتش صورت گرفته‌است. موتور این تانک در مدل‌های اولیه از اوکراین خریداری می‌شد ولی امروزه به‌طور کامل در داخل کشور ساخته می‌شود. همانند سایر تانک‌ها، رانندهٔ ذوالفقار نیز در سمت چپ بدنه قرار می‌گیرد. رانندهٔ تانک می‌تواند با باز کردن دریچه دید بالای سر خود، به سمت راست به هدایت چشمی تانک بپردازد یا اینکه از پیرابین استفاده نماید. ذوالفقار مجهز به سیستم دید در شب و سیستم تهویه هوا برای خارج کردن گاز ناشی از شلیک توپ است. صنایع نظامی ایران، کار مقاوم‌سازی تانک‌های نیروی زمینی ارتش را در برابر حملات میکروبی و شیمیایی آغاز کرده که این تغییرات و بهسازی‌ها، شامل حال مدل‌های جدید ذوالفقار نیز شده‌است.
در ذوالفقار ۱، می‌توان سیستم هشداردهنده و پدافند لیزری ساخت سازمان صنایع دفاع ایران را نیز دید. این سیستم می‌تواند کاربران خود را از تابش پرتوهای لیزر هدایت‌کننده که برخی موشک‌های ضدتانک از آن استفاده می‌کنند، آگاه کند. این سیستم توانایی تشخیص پرتوهای مستقیم یا غیرمستقیم مسافت‌یاب‌های لیزری را از نشانه‌گذارهای لیزری دارد. این سیستم قدرت واکنش پرسنل تانک را در برابر تهدیدها افزایش داده و حتی امکان فعال شدن خودکار و به موقع واحدهای پدافندی را در سمت زاویه تهدید فراهم می‌سازد. پدافند مورد استفاده این سیستم به صورت انتخابی، می‌تواند ترکیبی از پرتاب‌کننده‌های نارنجک دودزا باشد. این کار باعث شکستن قفل لیزری پرتابگرهای دشمن می‌شود. پوشش این سیستم هشدار دهنده ۳۶۰ درجه در افق و ۶۰ درجه در ارتفاع است.
عمده تغییرات مدل‌های ذوالفقار، بیشتر در قسمت برجک تانک بوده‌است. آنچه که از تصاویر ذوالفقار۳ به دست می‌آید آن است که بدنهٔ ذوالفقار۳، با اسکلت‌بندی پیشینیان خود تفاوت دارد. بدنهٔ تانک ذوالفقار۱، شباهت زیادی به تانک ام ۶۰ آمریکایی داشت و شنی‌های آن نیز مشابه همان تانک بود. اما در ذوالفقار۳، بدنهٔ تانک دچار تغییرات زیادی شد. این تغییرات شامل افزایش قطر زره بدنه عقبی و همچنین تغییراتی در زره برجک تانک می‌شود. زره بخش جلویی تانک نیز برخلاف شباهت‌های قبلیش به زره ام۶۰ این بار بخش بالایی آن با زاویه دید راننده تانک برابر شده و صاف به نظر می‌آید. این تغییرات به چند دلیل صورت گرفته‌است: اولین دلیل تزریق تکنولوژی‌های جدید به چرخهٔ صنایع تانک‌سازی ایران است و دومین عامل آن می‌تواند افزایش تهدیدها از جانب تسلیحات جدید ضدتانک باشد. به این معنی که ذوالفقار، برای مقاومت بهتر در برابر این نوع تسلیحات (که روز به روز هوشمندتر می‌شوند) به زره بهتر و بسیار ضخیم‌تری با آلیاژهای بهتر مجهز شده‌است.
ذوالفقار ۳ هم‌زمان توانایی آن را دارد که با پرتاب نارنجک‌های دودزا و منحرف‌کننده الکترونیکی، ۵ راکت را هم‌زمان از خود دفع نماید.